# Psilochorema mimicum
Psilochorema mimicum là một loài Trichoptera trong họ Hydrobiosidae. Chúng phân bố ở miền Australasia.